# Aphalara persicaria
Aphalara persicaria är en insektsart som först beskrevs av Caldwell 1937.  Aphalara persicaria ingår i släktet Aphalara och familjen rundbladloppor.
Artens utbredningsområde är Kuba. Inga underarter finns listade i Catalogue of Life.